# Leoncjusz z Cezarei Kapadockiej
Leoncjusz z Cezarei Kapadockiej (zm. ok. 328 lub 337 w Cezarei Kapadockiej) – biskup Cezarei, „Anioł pokoju”, święty Kościoła katolickiego.
Uczestniczyć miał w synodach w Ancyrze (314) i Neocezarei (315), udzielić święceń Grzegorzowi z Armenii (Oświeciciela) oraz wręczyć mu list synodalny dla Piotra z Sebasty.
Wraz z innymi przyjął do katechumenatu Grzegorza Starszego, a także poinformował samego cesarza Konstantyna (306–337) o wydarzeniach związanych z nawróceniem Armenii.
Leoncjuszowi powierzono również zadanie przekazania wyznania nicejskiego Kościołom jego okolic, co znajduje potwierdzenie w korespondencji papieża Gelazjusza (492–496). Cenił go Atanazy Wielki, określając go mianem „Anioł pokoju”.
Wspomnienie liturgiczne św. Leoncjusza w Kościele katolickim obchodzone jest za Baroniuszem 13 stycznia.